# Merowingerzeitliche Körpergräber von Gehrden

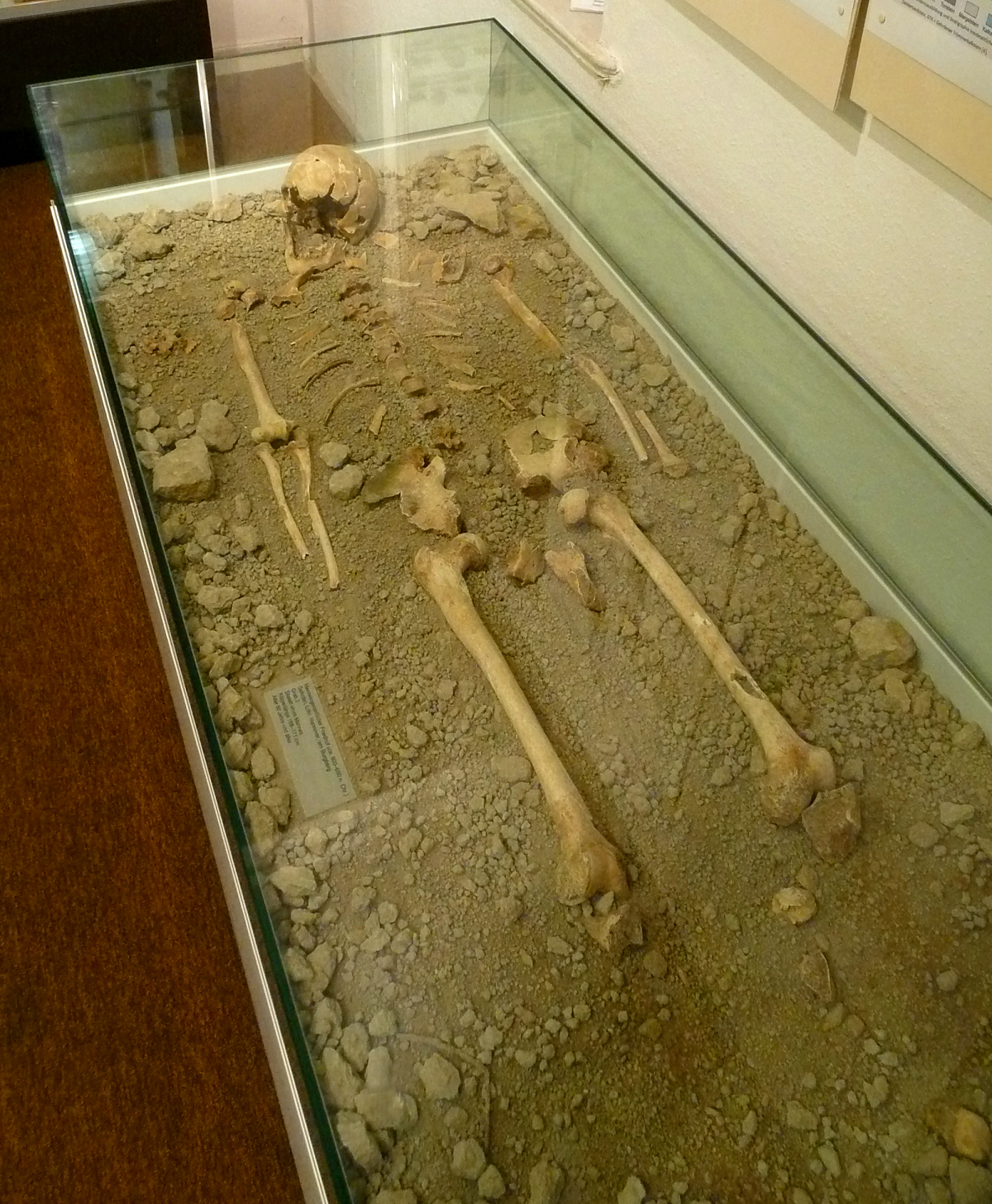
Ein Skelett der beiden bestatteten Personen

Die merowingerzeitlichen Körpergräber von Gehrden stammen aus der ersten Hälfte des 7. Jahrhunderts und wurden in Gehrden in Niedersachsen gefunden. Sie umfassen zwei Körpergräber aus der Merowingerzeit, die 1997 bei der Anlage eines Gartenteichs zutage traten. Die Grabbeigaben der Verstorbenen sind im Stadtmuseum Gehrden ausgestellt.

## Entdeckung

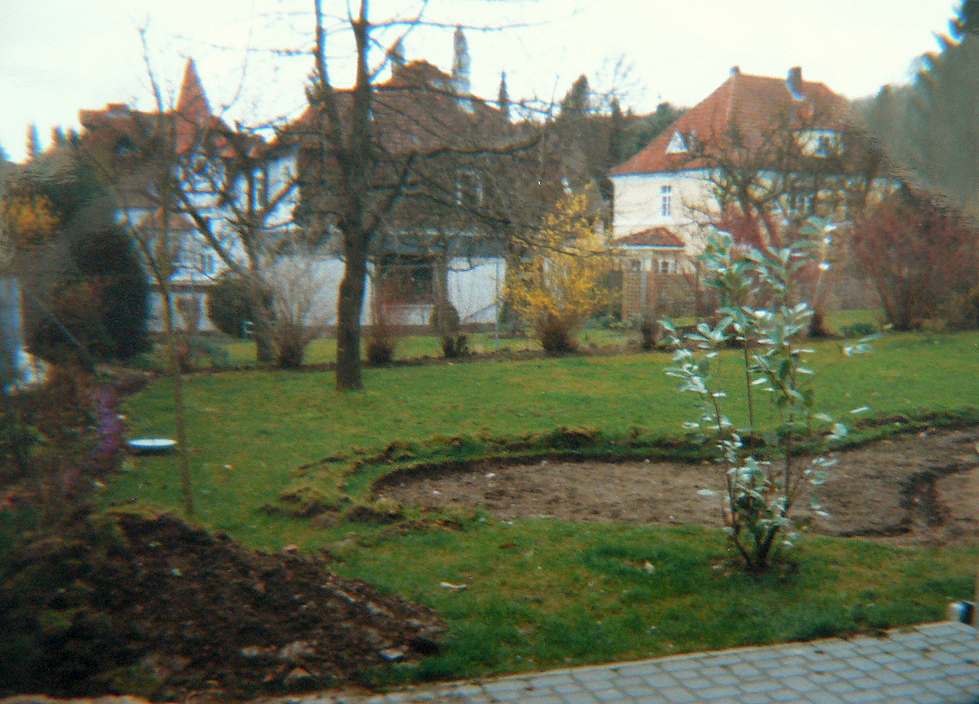
Bodenausschachtung für einen Gartenteich, in dessen Bereich die Gräber entdeckt wurden, 1997

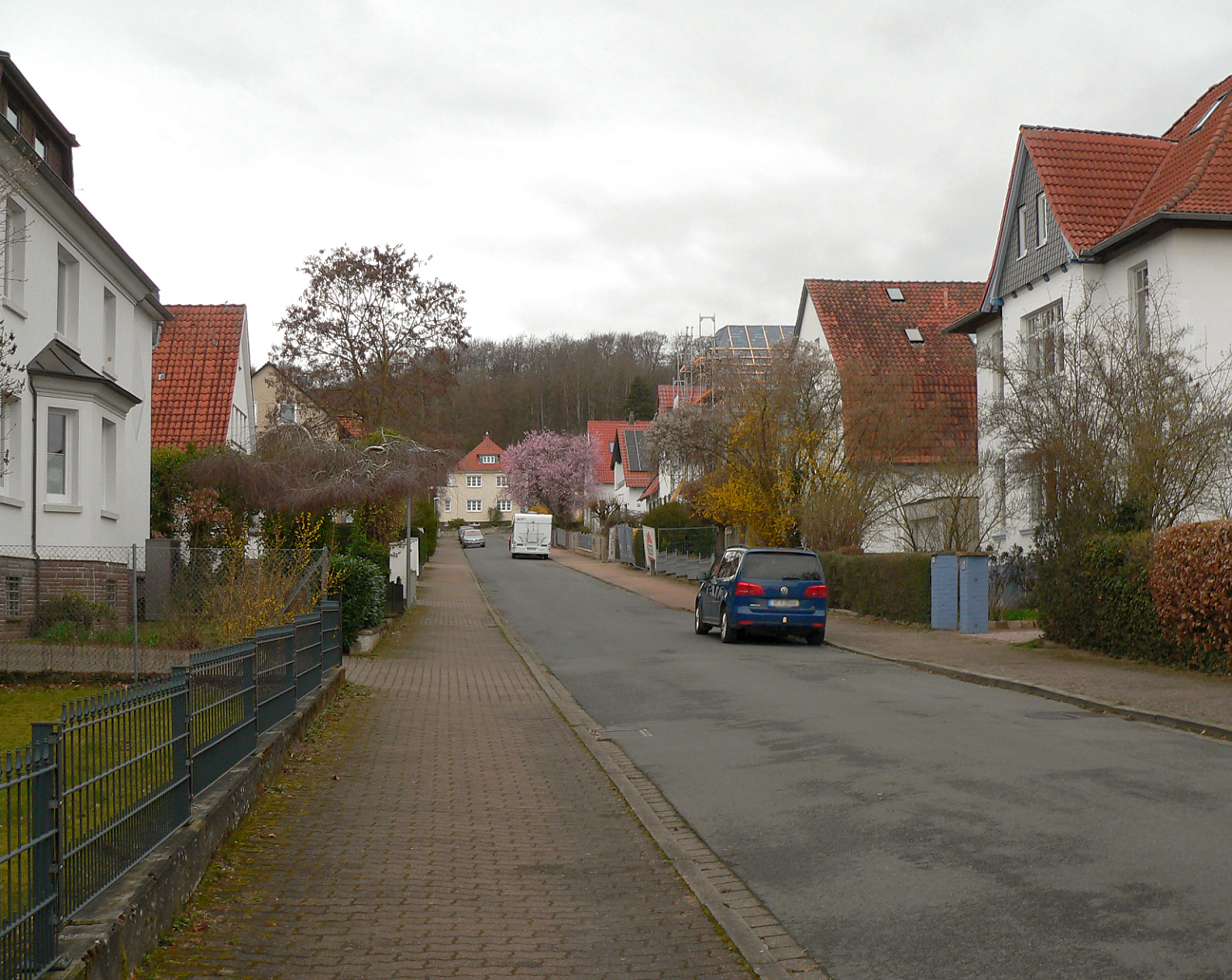
Straßenzug im Wohngebiet am Hang des Burgbergs (im Hintergrund), wo sich die Gräber fanden

Im April 1997 legte ein Ehepaar hinter seinem Haus in Gehrden einen kleinen Gartenteich an. Bei den Erdarbeiten traten im Bodenaushub menschliche Knochen und Metallteile zutage. Da das Ehepaar bei den Skelettresten von einem Toten aus der Zeit des Zweiten Weltkriegs oder einer in jüngerer Vergangenheit durch einen Kriminalfall verstorbenen Person ausging, informierte es die Polizeistation in Ronnenberg. Die Polizei übergab das Knochenmaterial, darunter Schädelteile, der Rechtsmedizin der Medizinischen Hochschule Hannover (MHH) und stellte einen Untersuchungsantrag zur Liegezeit. In einem Gutachten führte die MHH aus, dass sich die Knochen wahrscheinlich mehr als 100 Jahre im Boden befunden haben und keine Hinweise auf ein Gewaltverbrechen vorliegen.

## Beschreibung
Im Juni 1997 untersuchte Erhard Cosack als der für den Fundort zuständige Bezirksarchäologe des Niedersächsischen Landesamtes für Denkmalpflege die Fundstelle. Sie liegt in einem mit Wohnhäusern bebauten Gebiet am Hang des Burgberges etwa in der Mitte zwischen dem Ringwall auf dem Gehrdener Berg und dem mittelalterlichen Ortskern. Cosack stellte auf der 8 × 9 Meter großen Teichfläche zwei stark gestörte Grabstellen fest und nahm eine Nachgrabung vor, die abgesehen von einem Knochen fundlos blieb. Eine Grabstelle in 50 cm Tiefe hatte eine Nord-Süd-Ausrichtung, während die andere Grabstelle in rund einem Meter Tiefe in Ost-West-Richtung angelegt war.

## Funde und Untersuchungen
Zu den Beigaben eines Grabes gehört eine fünfteilige Gürtelgarnitur aus Bronze. Sie besteht aus einer Gürtelschnalle und vier Gürtelbeschlägen, zum Teil mit Wabenverzierung und Flechtbandmuster. Die Stücke weisen auf ein hohes handwerkliches Können hin und scheinen von einem auf Schnallengarnituren spezialisierten Handwerker gefertigt zu sein. Weitere Metallgegenstände aus diesem Grab sind zwei Eisenmesser und eine Schere aus Eisen. Anhand der Form und der Ausführung der Fundstücke datieren Archäologen sie in die Zeit um das Jahr 600 bis in die erste Hälfte des 7. Jahrhunderts. Im zweiten Grab fanden sich als Beigabe lediglich zwei rotbraune Glasperlen mit Verzierungen aus weißlichen Wellenlinien. Sie wurden ebenso in die Zeit des 6. bis 7. Jahrhunderts datiert.
Die ersten Untersuchungen an den Fundstücken nahm der pensionierte niedersächsische Landesarchäologe Klemens Wilhelmi im Stadtmuseum Gehrden vor. Seiner Einschätzung nach haben sich die Fundstücke wegen des kalkhaltigen Mergelbodens gut erhalten.

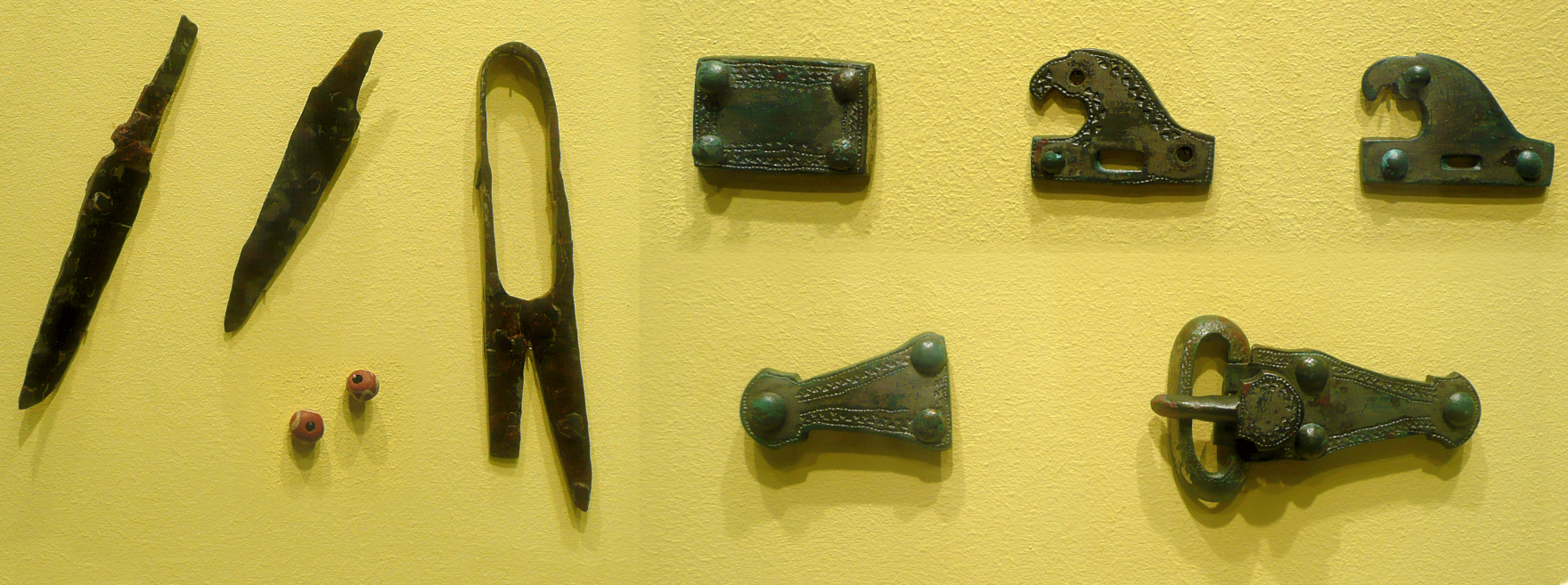
Fundstücke mit zwei Eisenmessern, zwei Glasperlen, eine Eisenschere und eine fünfteilige Gürtelgarnitur aus Bronze

Anthropologische Untersuchungen an den Knochenresten führte das Institut für Zoologie und Anthropologie der Universität Göttingen durch. Sie ergaben, dass sie von drei männlichen Individuen stammen. Eine Person war zwischen 40 und 47 Jahren alt und 1,53 Meter groß. Die zweite Person war mindestens 60 Jahre alt und ca. 1,7 Meter groß. Die dritte Person war zwischen 20 und 30 Jahren alt. Aussagen zu ihrer Größe konnten nicht getroffen werden, da Langknochen nur fragmentarisch vorhanden waren. Dass drei Individuen und nur zwei Grabstellen gefunden wurden, könnte auf den umfangreichen Teichausschachtungen beruhen, durch die offenbar mehr als zwei Gräber zerstört wurden.

## Bewertung und Hintergrund
Der Prähistoriker Hans-Jürgen Häßler maß den entdeckten Gräbern eine überregionale Bedeutung für die niedersächsische Landesgeschichte bei, da sie dem 6. und 7. Jahrhundert entstammten und weil sie Fundinventar aufwiesen, das auf eine fränkische Provenienz hinwies. Der Fund war zur Entdeckungszeit 1997 der erste Hinweis auf eine Besiedlung im Gebiet östlich der Weser bis zum Harzvorland für die Zeitstellung des 6. und 7. Jahrhunderts. Bis dahin galt die Region wegen fehlender Funde als sehr dünn besiedelt. Erst 2012 ergaben sich weitere Hinweise auf eine Besiedlung des Calenberger Landes in der Merowingerzeit durch Ausgrabungen in Hiddestorf. Dort wurde das Prunkgrab von Hiddestorf aus der Zeit um das Jahr 530 entdeckt.
Häßler vermutete, dass bei den kleinräumigen Teichausschachtungen in Gehrden ein größeres merowingerzeitliches Gräberfeld angeschnitten wurde. Dafür sprechen die Funde von Knochen und Eisenteilen in der Vergangenheit bei Bodeneingriffen auf Nachbargrundstücken. Häßler ordnete die Gräber und das Grabinventar dem fränkischen Milieu zu. Seiner Einschätzung nach lebte am Gehrdener Berg eine Bevölkerungsgruppe, von der einige Mitglieder kostbare Sachgüter aus fränkischem Herrschaftsgebiet erlangen konnten. Die Grabstelle mit der Ost-West-Richtung entspricht der häufig anzutreffenden Ausrichtung auf merowingerzeitlichen Gräberfeldern. Die Ausrichtung des Grabes in Nord-Süd-Richtung entspricht sächsischen Bestattungstraditionen und deutet auf das Grab eines Sachsen. Für die kulturhistorische Interpretation der Gräber bzw. des möglichen Gräberfeldes ist die Lage von besonderer Bedeutung. Die Gräber befanden sich auf dem Vorhang des Burgberges, auf dessen Kuppe der nicht datierte Ringwall auf dem Gehrdener Berg bestand. Häßler hielt es für möglich, dass die Wallanlage bereits im 6. Jahrhundert bestand und die Gräber im Vorfeld der Befestigung angelegt wurden.